# Denise Feierabend
Denise Feierabend (* 15. April 1989 in Engelberg) ist eine ehemalige Schweizer Skirennfahrerin. Sie gehörte der Nationalmannschaft von Swiss-Ski an und fuhr in allen Disziplinen, wobei sie ihre besten Ergebnisse im Slalom und der Super-Kombination erzielte. Grösster Erfolg ihrer Karriere war der Olympiasieg 2018 im Mannschaftswettbewerb.

## Biografie
Im Dezember 2004 bestritt Feierabend ihre ersten FIS-Rennen. Der erste Einsatz im Europacup folgte im Januar 2006. Mit zahlreichen Ergebnissen im vorderen Mittelfeld schien sie zunächst nicht besonders aufzufallen. Am 9. Februar 2008 wurde sie jedoch in Sörenberg Schweizer Juniorenmeisterin im Slalom und erhielt von ihren Trainern einen Startplatz im Weltcup. Sechs Tage später ging Feierabend in Zagreb erstmals an den Start eines Weltcup-Slaloms; mit der hohen Startnummer 54 fuhr sie auf Platz 18 und gewann ihre ersten Weltcuppunkte.
Zu Beginn der Saison 2008/09 konnte sie sich bei ihrem erst dritten Weltcupeinsatz, dem Slalom in Levi, nochmals verbessern und den 13. Platz erreichen, der über drei Jahre ihr bestes Weltcupresultat blieb. In drei weiteren Weltcupslaloms fuhr sie in diesem Winter unter die schnellsten 20. Ihr bisher grösster Erfolg war der sechste Platz im Slalom bei den Weltmeisterschaften 2009 in Val-d’Isère. Kurz nach den Weltmeisterschaften im Februar 2009 gewann Denise Feierabend beim Slalom in Zakopane ihr erstes Rennen im Europacup. Am 1. März 2009 wurde sie in Garmisch-Partenkirchen Juniorenweltmeisterin im Slalom.
In der Saison 2009/10 konnte Feierabend nur zweimal im Weltcup punkten, weshalb sie in der zweiten Saisonhälfte hauptsächlich im Europacup zum Einsatz kam. In der Saison 2010/11 startete sie wieder im Weltcup und qualifizierte sich mit drei Platzierungen unter den ersten 15 für die Weltmeisterschaften in Garmisch-Partenkirchen. Dort erreichte sie in der Super-Kombination den 6. Platz. Am 27. Januar 2012 erzielte Feierabend ihr erstes Top-10-Ergebnis im Weltcup, als sie in der ersten Super-Kombination der Saison 2011/12 in St. Moritz auf den sechsten Platz fuhr. Fünf Wochen später, am 1. März 2012, erlitt sie beim Slalomtraining in Ofterschwang einen Kreuzbandriss sowie eine Meniskusverletzung im rechten Knie.
Nachdem sie die gesamte Saison 2012/13 hatte pausieren müssen, gab Feierabend am 16. November 2013 ihr Comeback und fuhr im Slalom von Levi auf den 10. Platz, was zugleich ihr bestes Ergebnis in dieser Disziplin war. Beim Saisonfinale in Lenzerheide am 14. März 2014 gewann sie mit dem Schweizer Team vor den USA und Österreich den nur zum Nationencup zählenden Mannschaftsbewerb. Am 13. März 2016 erreichte sie in der Kombination von Lenzerheide den vierten Platz und erzielte damit das beste Weltcupergebnis ihrer Karriere. Ebenfalls auf den vierten Platz fuhr sie am 26. November 2017 im Weltcupslalom von Killington.
Bei den Olympischen Winterspielen 2018 in Pyeongchang gewann Feierabend im erstmals ausgetragenen Mannschaftswettbewerb am 24. Februar im Schweizer Team (mit Wendy Holdener, Luca Aerni, Daniel Yule und Ramon Zenhäusern) die Goldmedaille. Drei Wochen nach Saisonende gab sie am 8. April 2018 ihren Rücktritt vom Spitzensport bekannt.

## Erfolge

### Olympische Spiele
- Sotschi 2014: 12. Super-Kombination, 17. Slalom
- Pyeongchang 2018: 1. Mannschaftswettbewerb, 9. Alpine Kombination, 14. Slalom

### Weltmeisterschaften
- Val-d'Isère 2009: 6. Slalom
- Garmisch-Partenkirchen 2011: 6. Super-Kombination, 21. Slalom, 35. Riesenslalom
- St. Moritz 2017: 4. Alpine Kombination, 9. Slalom

### Weltcup
- 13 Platzierungen unter den besten zehn in Einzelrennen
- 2 Podestplätze bei Mannschaftswettbewerben, davon 1 Sieg

### Weltcupwertungen
| Saison  | Gesamt | Gesamt | Abfahrt | Abfahrt | Super-G | Super-G | Slalom | Slalom | Kombination | Kombination |
| Saison  | Platz  | Punkte | Platz   | Punkte  | Platz   | Punkte  | Platz  | Punkte | Platz       | Punkte      |
| ------- | ------ | ------ | ------- | ------- | ------- | ------- | ------ | ------ | ----------- | ----------- |
| 2007/08 | 108.   | 13     | –       | –       | –       | –       | 48.    | 13     | –           | –           |
| 2008/09 | 79.    | 49     | –       | –       | –       | –       | 31.    | 36     | 34.         | 13          |
| 2009/10 | 103.   | 21     | –       | –       | –       | –       | –      | –      | 21.         | 21          |
| 2010/11 | 61.    | 96     | –       | –       | –       | –       | 24.    | 74     | 23.         | 22          |
| 2011/12 | 56.    | 132    | 49.     | 2       | –       | –       | 28.    | 68     | 7.          | 62          |
| 2013/14 | 43.    | 156    | –       | –       | –       | –       | 17.    | 130    | 10.         | 26          |
| 2014/15 | 67.    | 62     | –       | –       | –       | –       | 31.    | 38     | 11.         | 24          |
| 2015/16 | 50.    | 180    | 33.     | 25      | 35.     | 23      | 28.    | 60     | 8.          | 72          |
| 2016/17 | 56.    | 140    | 44.     | 13      | 53.     | 4       | 22.    | 87     | 16.         | 36          |
| 2017/18 | 23.    | 345    | 45.     | 9       | 43.     | 15      | 10.    | 267    | 9.          | 54          |

### Europacup
- Saison 2008/09: 3. Slalomwertung
- Saison 2011/12: 10. Super-G-Wertung
- 5 Podestplätze, davon 3 Siege:

| Datum            | Ort                | Land        | Disziplin |
| ---------------- | ------------------ | ----------- | --------- |
| 18. Februar 2009 | Zakopane           | Polen       | Slalom    |
| 13. Januar 2012  | Bad Kleinkirchheim | Österreich  | Super-G   |
| 20. Februar 2015 | Bad Wiessee        | Deutschland | Slalom    |

### Juniorenweltmeisterschaften
- Québec 2006: 14. Abfahrt, 35. Super-G
- Altenmarkt/Flachau 2007: 27. Riesenslalom, 27. Slalom
- Formigal 2008: 19. Slalom, 21. Super-G, 26. Riesenslalom
- Garmisch-Partenkirchen 2009: 1. Slalom, 11. Super-G

### Weitere Erfolge
- 2 Schweizer Meistertitel (Riesenslalom und Kombination 2015)
- 2 Podestplätze im Nor-Am Cup
- 9 Siege bei FIS-Rennen
- Schweizer Nachwuchsathletin des Jahres 2009

## Auszeichnungen
- 2009 Nachwuchsathletin des Jahres, Stiftung Schweizer Sporthilfe